# VW ID.3

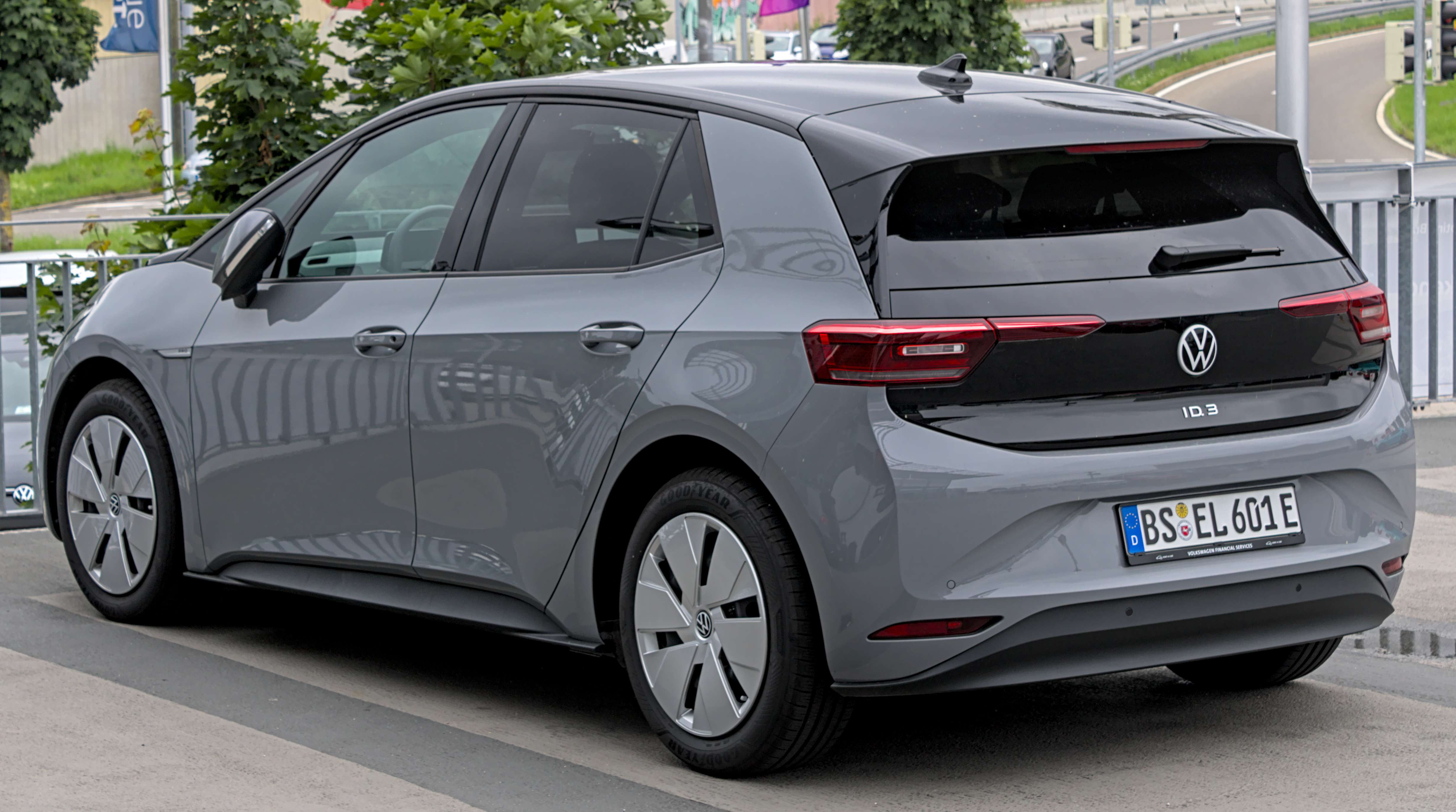
Heckansicht

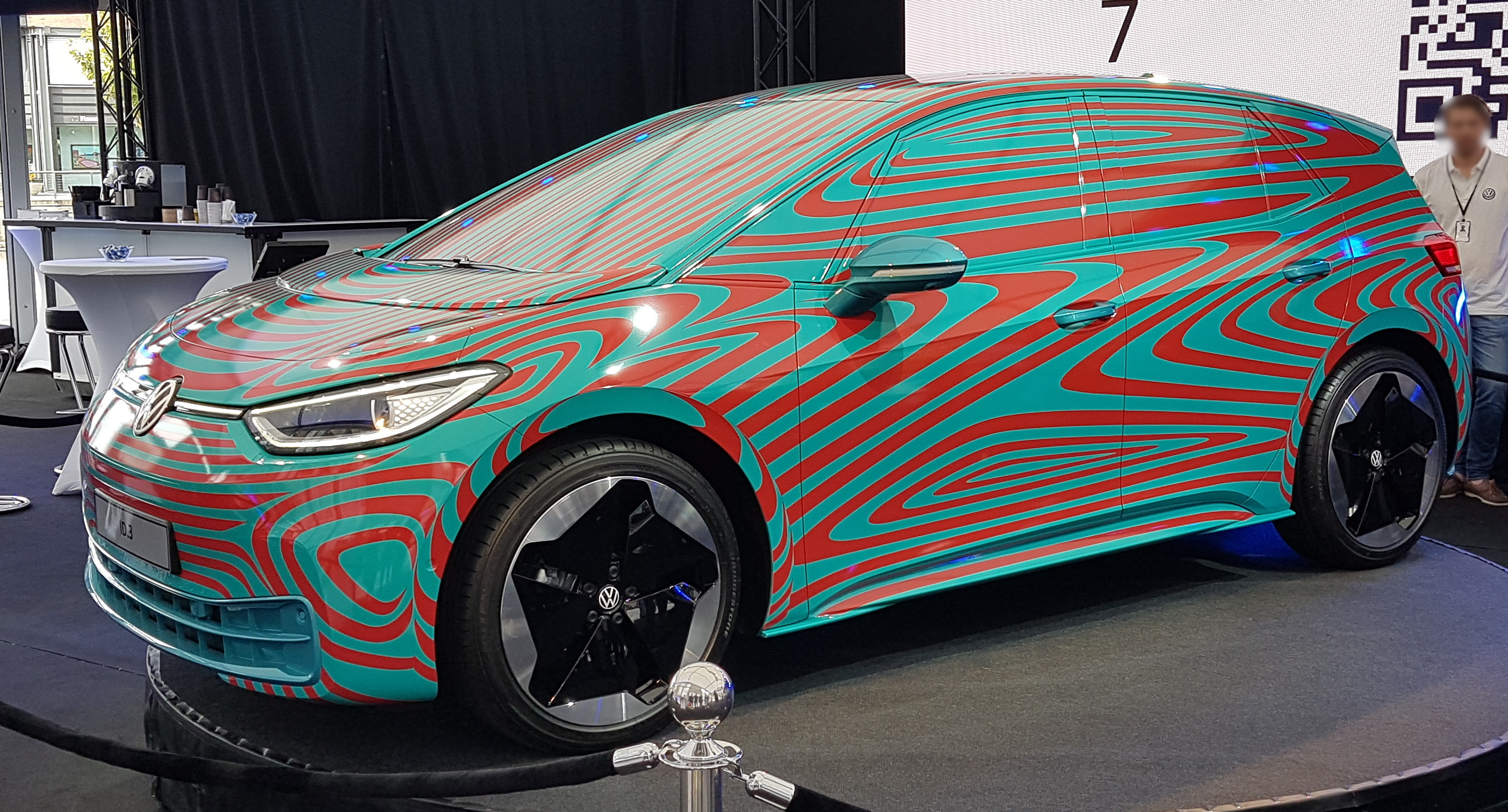
Erlkönig-ähnliche Präsentation des ID.3 in Oslo im August 2019

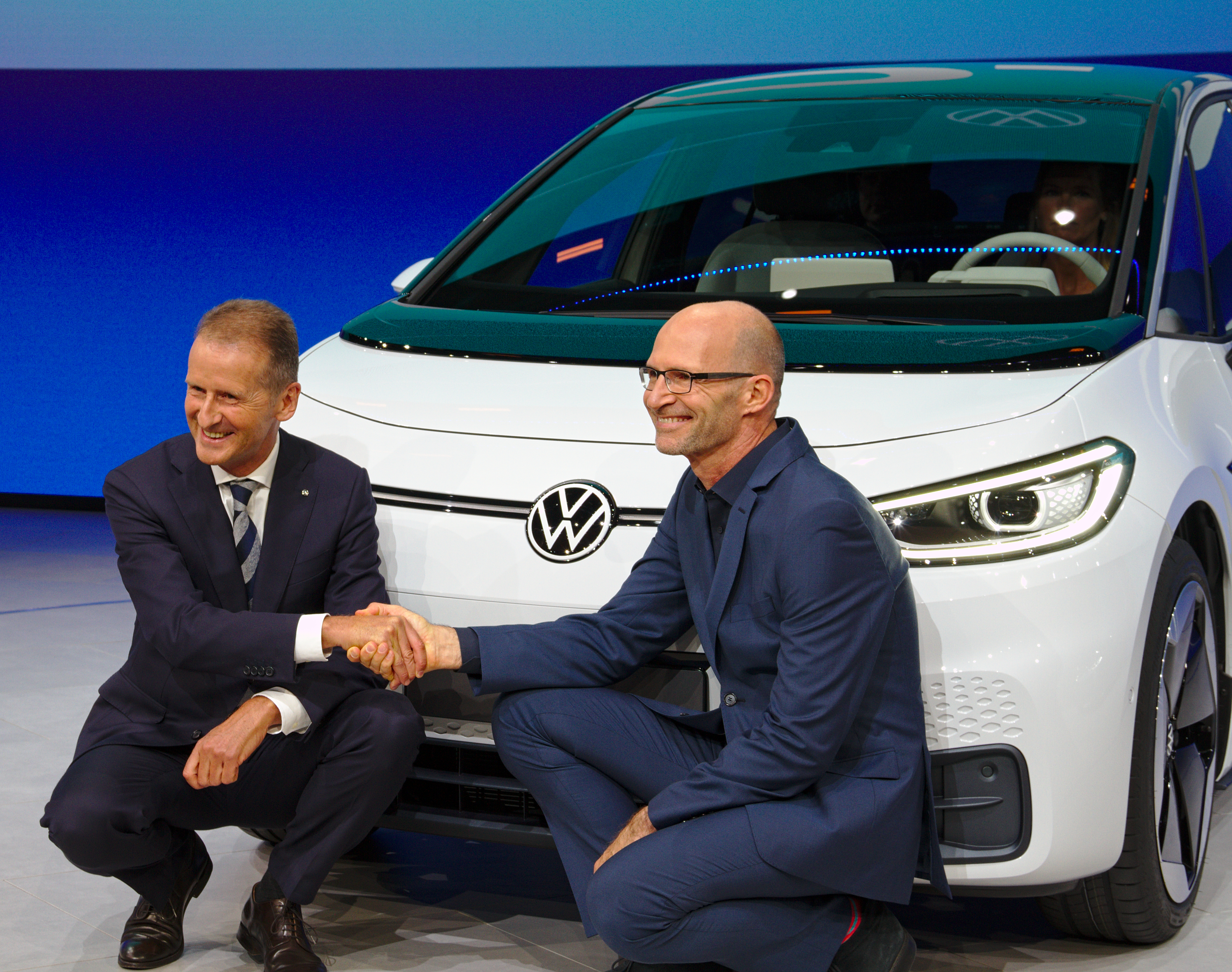
Vorstellung des ID.3 durch damaligen Vorstandsvorsitzenden Herbert Diess und Design-Direktor Klaus Zyciora, IAA 2019

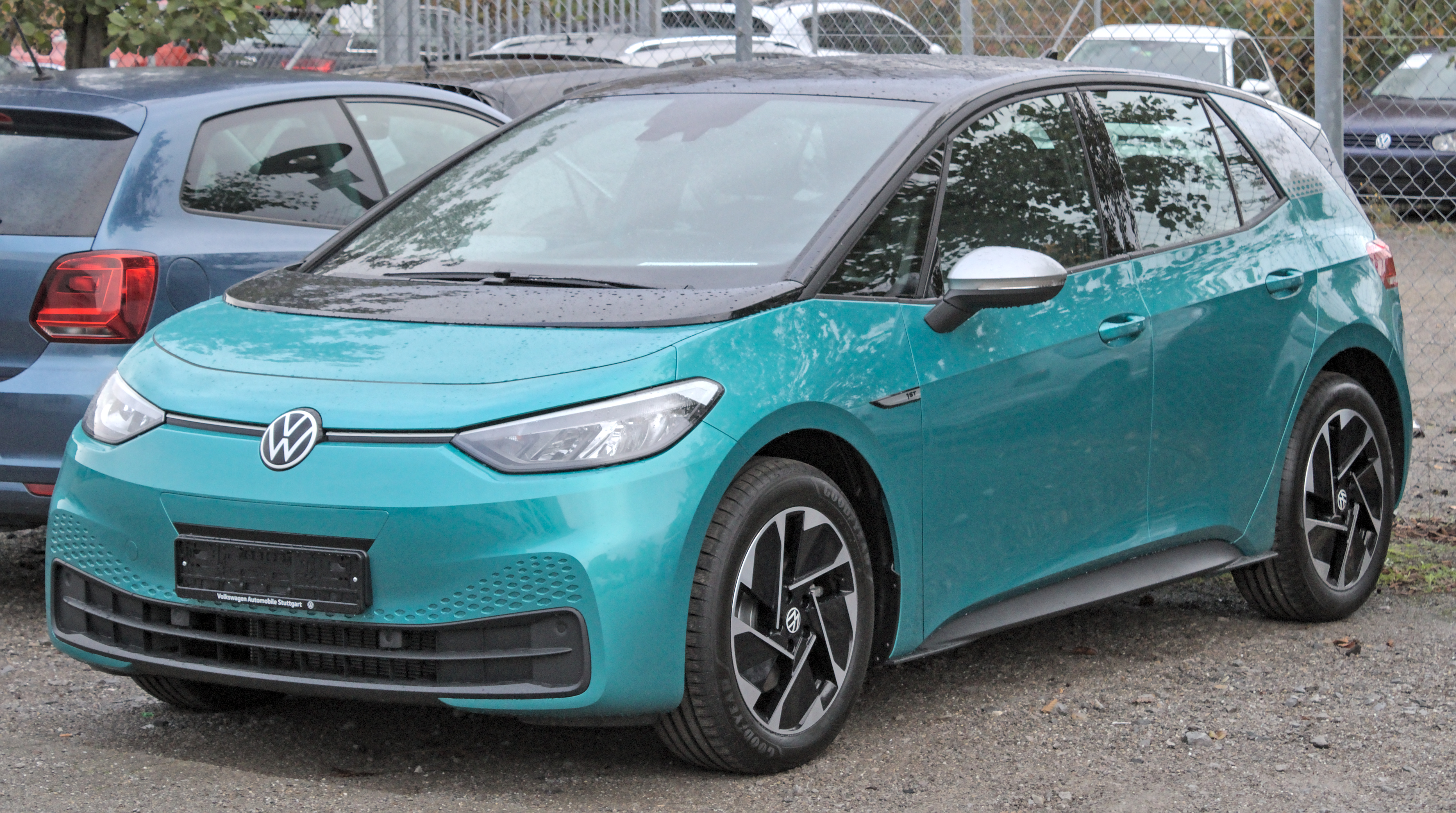
VW ID.3 1^{ST}

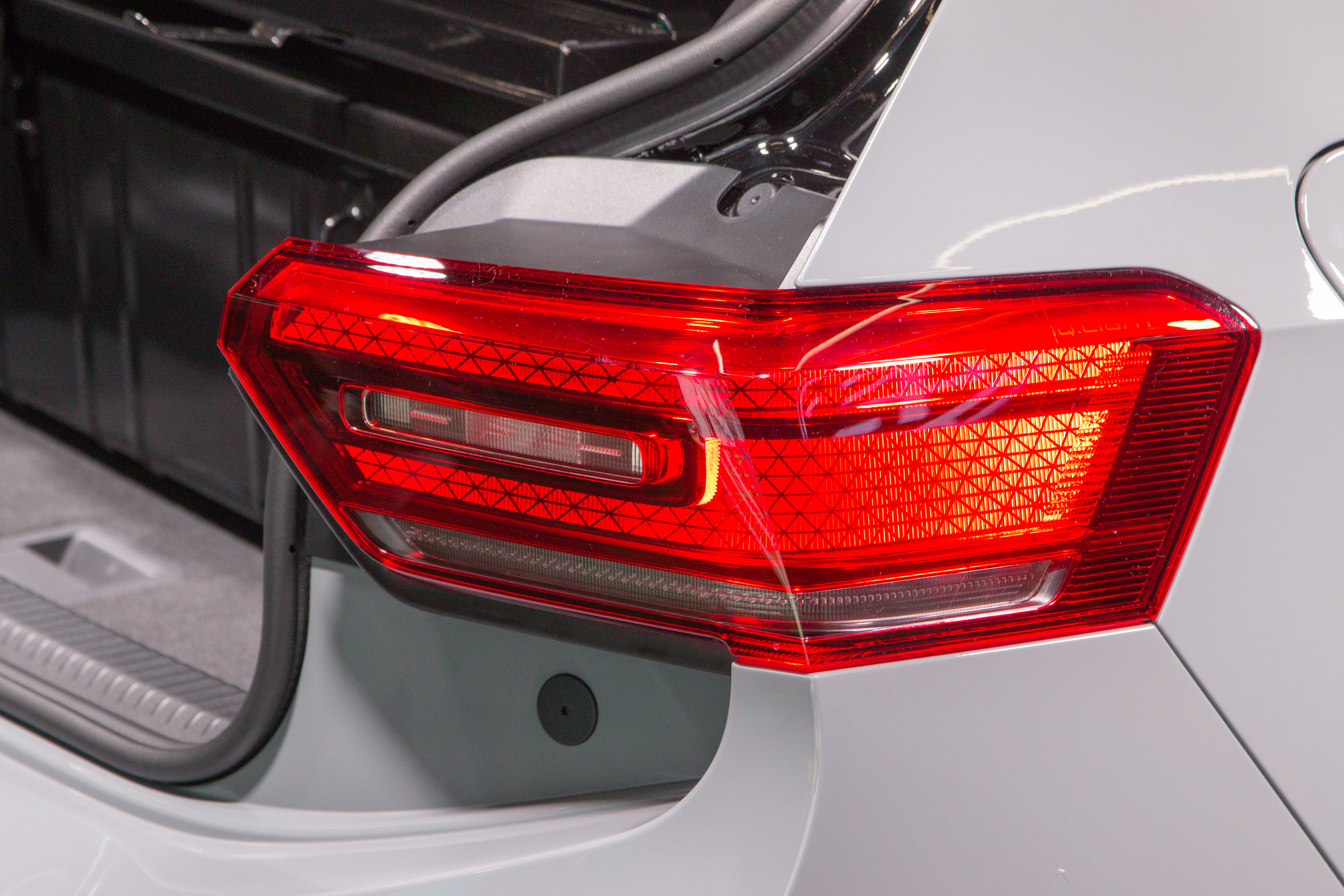
Detailansicht der Rückleuchte

Der VW ID.3 ([faʊveː aɪdiː dʁaɪ̯] ⓘ) (Typ E1) ist das erste rein als Elektroauto entwickelte Auto von Volkswagen. Die offizielle Vorstellung fand am 9. September 2019 auf der IAA in Frankfurt statt. Der ID.3 ist das erste Serienfahrzeug, das auf dem Modularen E-Antriebs-Baukasten (MEB) basiert. Bei dem speziell für Elektroautos angelegten MEB ist die Antriebsbatterie flach im Fahrzeugboden eingebaut. Der ID.3 basiert auf dem Konzeptfahrzeug VW I.D., das 2016 als erstes Fahrzeug der ID.-Familie präsentiert wurde.
ID ist das Kürzel für „Intelligentes Design“. Die Ziffer „3“ steht für die Kompaktklasse, die dritte Stufe in der üblichen Einteilung der Fahrzeugklassen.
Nachdem die weltweiten Verkaufszahlen 2022 gegenüber dem Vorjahr stagnierten, kündigte Volkswagen für 2023 ein Facelift an. Das neue Modell soll vor allem bei der Innenraumausstattung verbessert sein.

## Marketing

### Vorreservierung
Einige Monate bevor das Fahrzeug der Öffentlichkeit präsentiert wurde, startete VW am 8. Mai 2019 eine „Pre-Booking“ genannte Reservierungsaktion für ein Sondermodell, das als ID.3 1ST bezeichnet wurde. Dieses Modell erhielt eine erweiterte Ausstattung und wurde mit der mittleren der für den ID.3 vorgesehenen Batterie- und Reichweiteoptionen ausgestattet. Für die Reservierung der vom Marketing auf weltweit 30.000 Exemplare limitierten Auflage wurde eine (rückzahlbare) Anzahlung von 1000 Euro verlangt. Vor der Fahrzeugpräsentation im September 2019 auf der IAA in Frankfurt publizierte VW, dass 30.000 Registrierungen eingegangen waren und damit die ID.3-1ST-Sonderedition „ausverkauft“ sei. Anlässlich der Präsentation wurde mitgeteilt, in welchen Konfigurationen die Erstauflage produziert wird, und die ungefähren Preise wurden genannt. Nachdem die Vorreservierung ausschließlich über eine Webseite erfolgt war, forderte VW die Reservierer im September 2019 vor dem Produktionsstart auf, sich bei einem Händler auf eine bestimmte Ausstattungsvariante und eine von vier möglichen Lackierungen festzulegen.
Kurz vor dem tatsächlichen Bestellstart für das limitierte Sondermodell ID.3 1ST am 17. Juni 2020 wurden die Listenpreise mitgeteilt. Sie lagen in Deutschland vor Förderung und Optionen je nach Version bei 39.995 Euro (Pro), 45.995 Euro (Plus) bzw. 49.995 (Max). Da die Software zum angekündigten Auslieferungstermin im September 2020 nicht vollständig sein würde, bot VW den Vorbestellern eine spätere Auslieferung oder alternativ finanzielle Vergünstigungen an. Zum Bestellstart lagen 37.000 Vormerkungen vor. Da einige der registrierten Interessenten keines der vorkonfigurierten Fahrzeuge bestellten, konnten Fahrzeuge der Sonderedition ab Juli 2020 auch ohne vorhergehende Reservierung bestellt werden. Das erste Fahrzeug wurde am 11. September 2020 in Wolfsburg in der Autostadt übergeben.

### Auszeichnungen
2021 wurde das Fahrzeug bei der europäischen Wahl zum Auto des Jahres vierter; der Abstand auf das erstplatzierte Fahrzeug (Toyota Yaris, 266 Punkte) betrug 42 Punkte. Bei der Wahl zum German Car of the Year 2021 siegte der Honda e, während der ID.3 zum Sieger in der Klasse „Premium bis 50.000 €“ gewählt wurde.

### Modellpflege
Anfang Dezember 2022 zeigte Volkswagen Fachjournalisten einen an der Front und bezüglich der Innenraummaterialien überarbeiteten ID.3. Offiziell debütierte er am 1. März 2023. Die Auslieferungen begannen im vierten Quartal 2023.

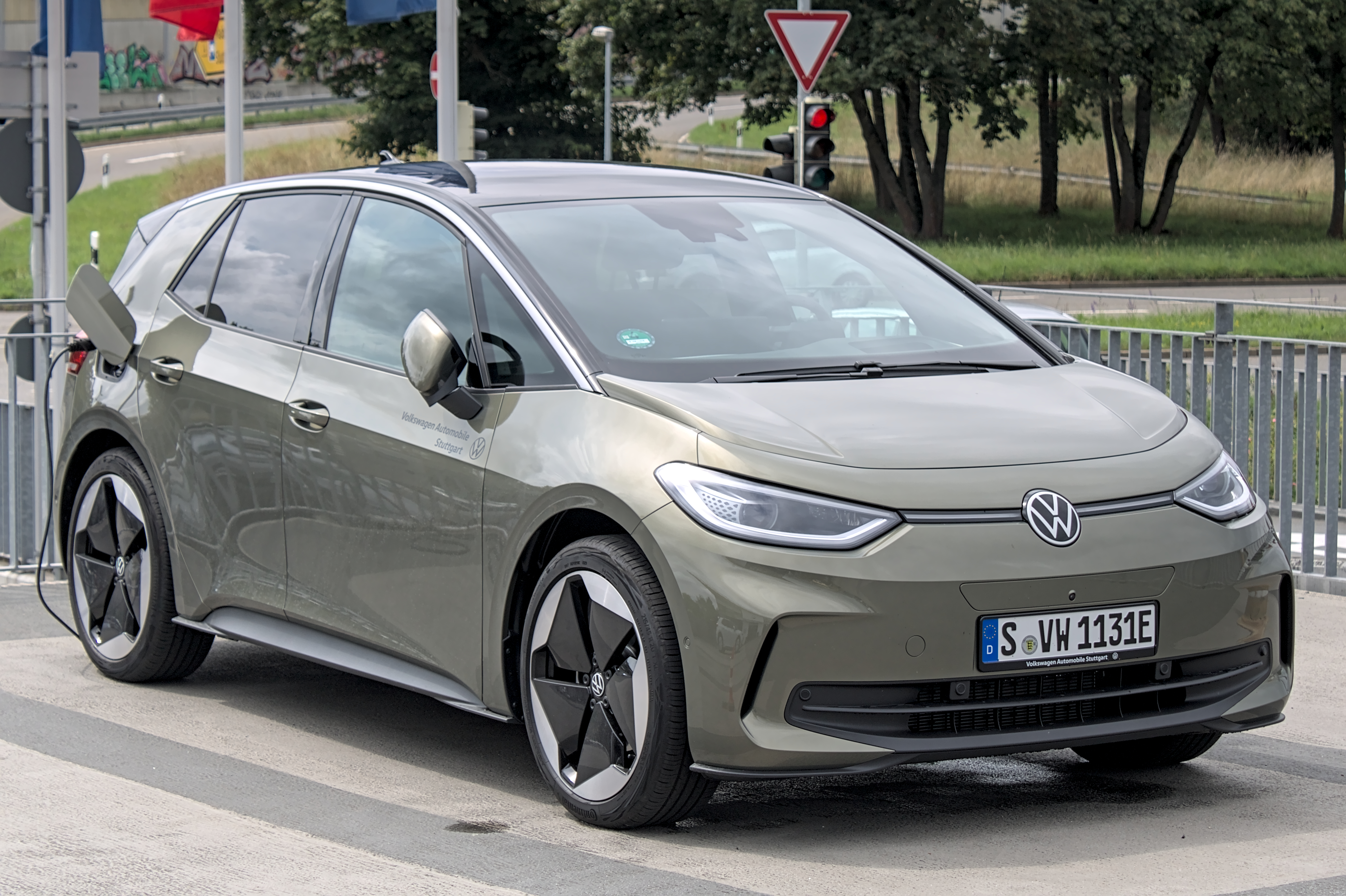
VW ID.3 (Facelift)
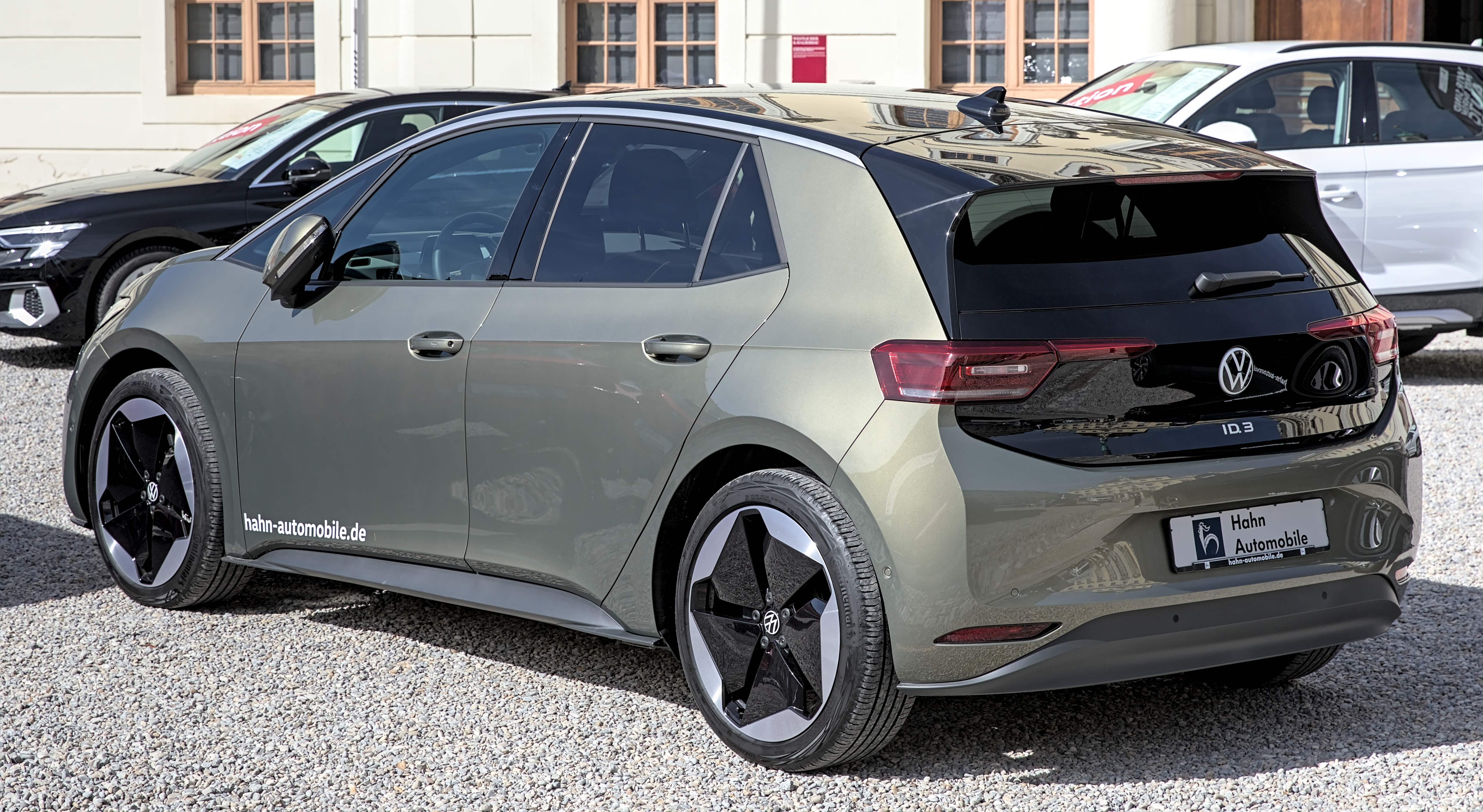
Heckansicht (Facelift)
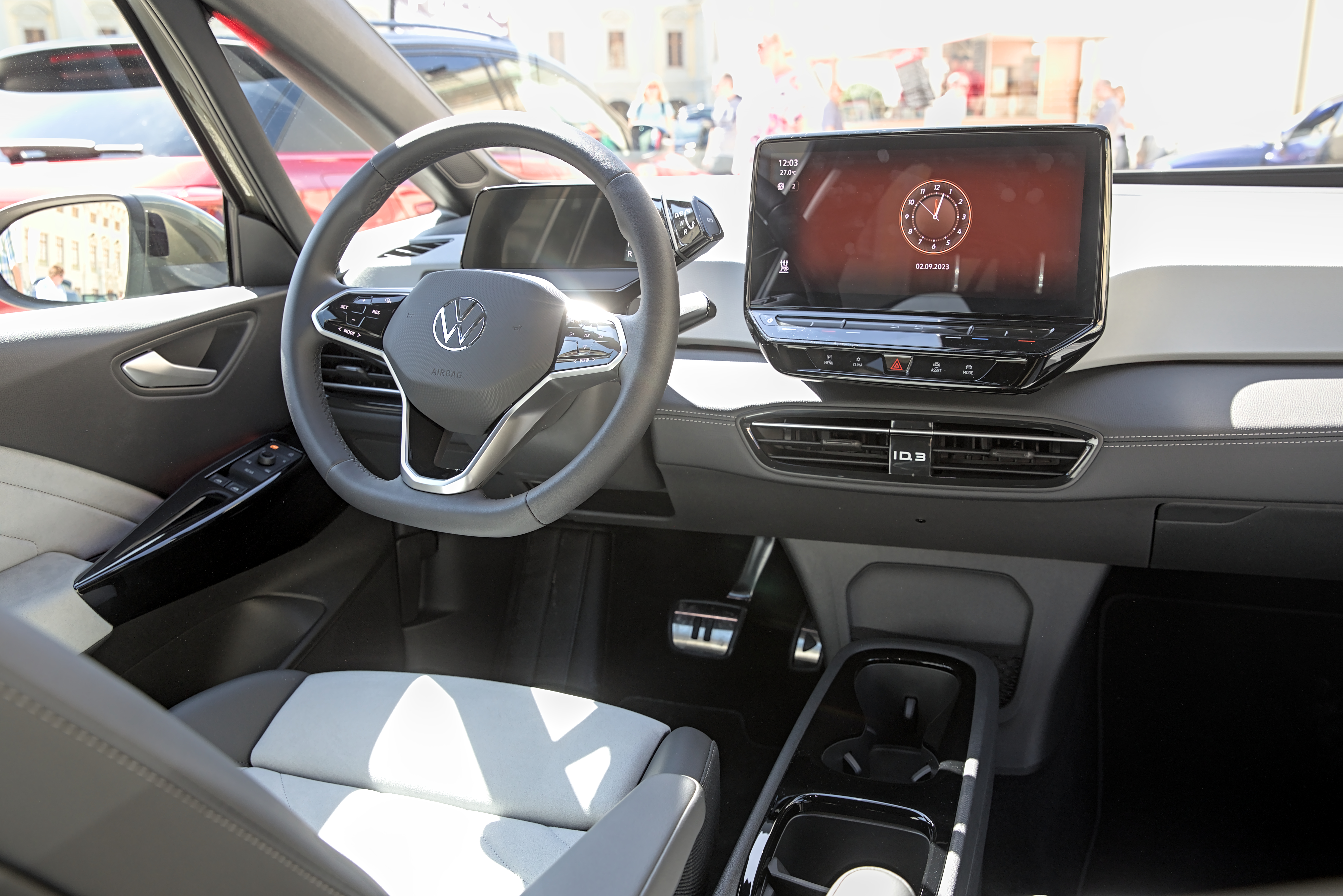
Innenansicht (Facelift)

### GTX
Eine sportliche Ausführung der Baureihe ist der GTX, der am 13. März 2024 vorgestellt wurde; es gibt ihn mit 210 kW (286 PS) und als GTX Performance mit 240 kW (326 PS). Beim ID-Treffen im September 2024 in Locarno präsentierte Volkswagen das Einzelstück GTX Fire+Ice, das an das gleichnamige Sondermodell des VW Golf II von 1990 erinnern soll und wie dieses von der Modemarke Bogner gestaltet wurde. Ein auf 1990 Exemplare limitiertes Sondermodell des Fire+Ice wurde im Juli 2025 vorgestellt.

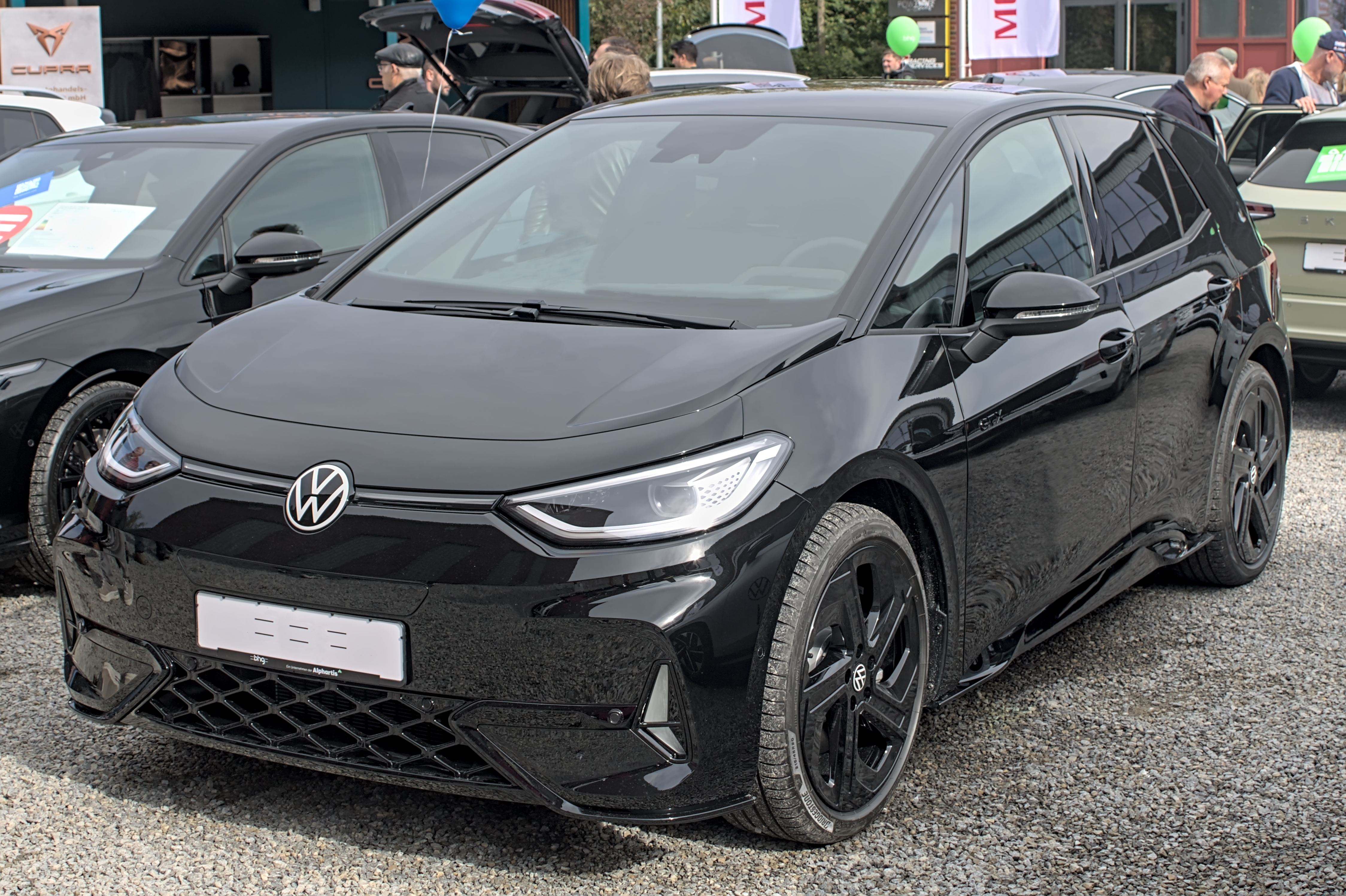
VW ID.3 GTX (seit 2024)
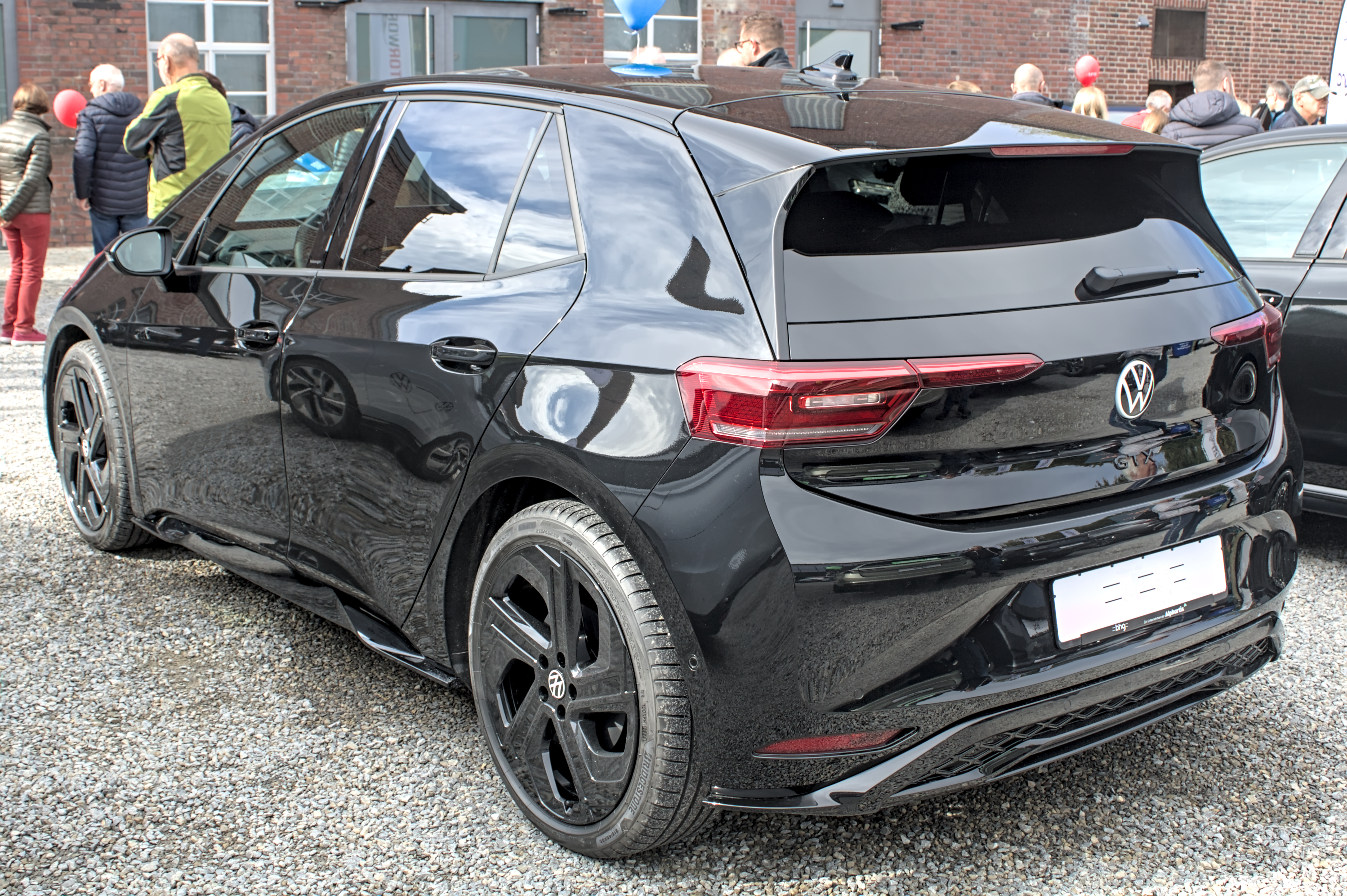
Heckansicht
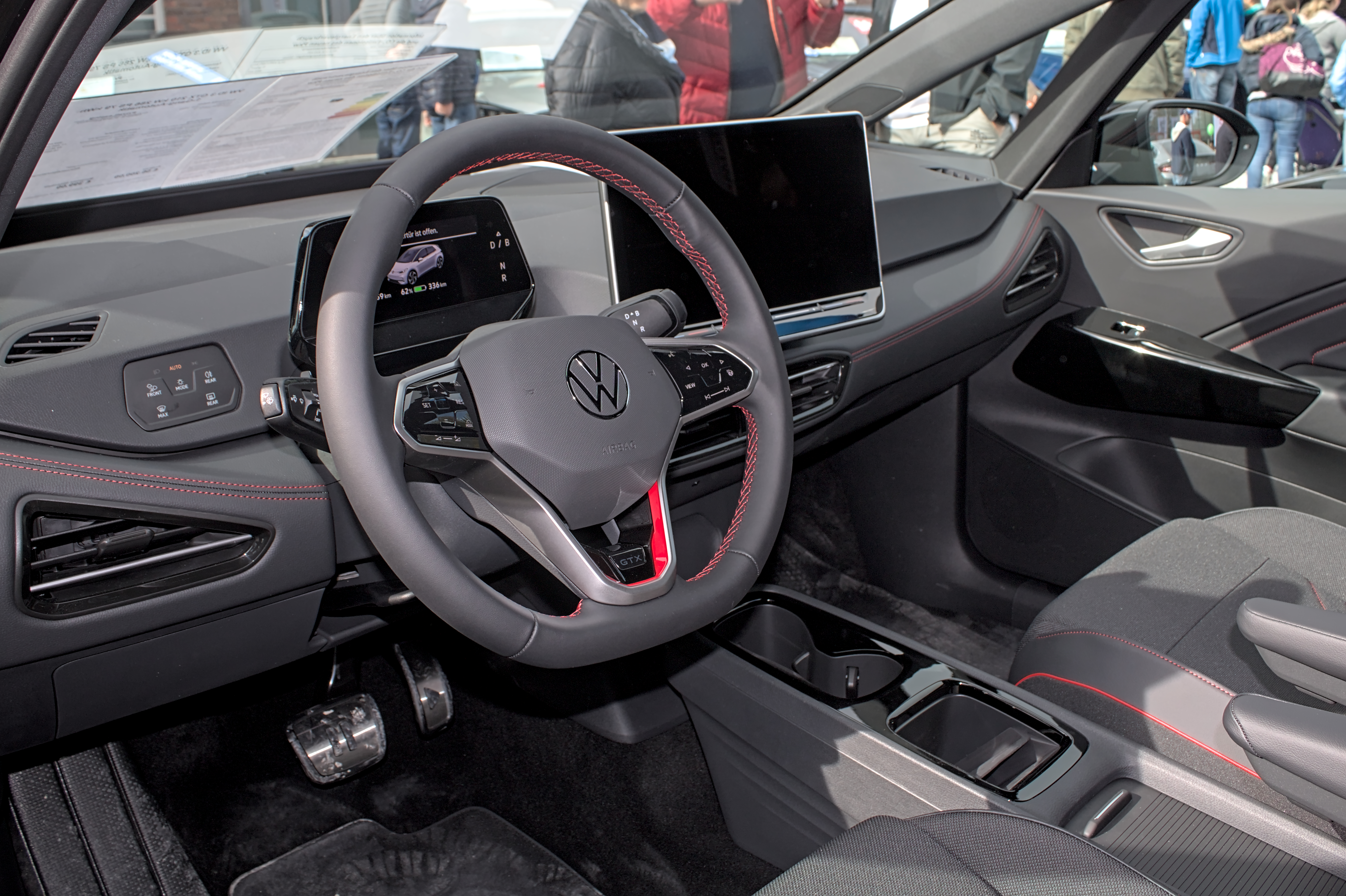
Innenansicht (GTX)

## Produktionsstätten
Die Produktion lief am 4. November 2019 im Werk Zwickau an. Den Aufbau der ersten 400 Vorserienfahrzeuge bestätigte Volkswagen am 6. September 2019. Volkswagen produziert den ID.3 seit Ende Januar 2021 auch in der Gläsernen Manufaktur.  Da die Nachfrage zunächst unter den Erwartungen lag, sollte 2023 die Fertigung in Dresden wieder eingestellt werden. Doch dazu kam es nicht.

## Sicherheit
Im Herbst 2020 wurde der ID.3 vom Euro NCAP auf die Fahrzeugsicherheit getestet. Er erhielt fünf von fünf möglichen Sternen.

## Technik

### Antrieb
Der VW ID.3 hat Heckantrieb. Dazu ist an der Hinterachse eine permanenterregte Synchronmaschine mit einer Leistung von bis zu 240 kW (326 PS) und einem maximalen Drehmoment von 545 Nm eingebaut. Die Höchstgeschwindigkeit des Fahrzeugs ist elektronisch auf 160 bis 200 km/h festgelegt.

### Fahrgeräusch
Seit 1. Juli 2019 müssen neu zugelassene Elektrofahrzeuge nach einer Verordnung des Europäischen Parlaments bei niedrigen Geschwindigkeiten bis 20 km/h durch ein Warnsignal bzw. künstlich erzeugtes Fahrgeräusch zu hören sein (Acoustic Vehicle Alerting System, kurz AVAS), das sich automatisch beim Start einschaltet. VW nutzt die Vorschrift, um dem ID.3 einen individuellen Klang zu geben, der ihn von anderen elektrisch angetriebenen Autos unterscheidet, und beauftragte den Musikproduzenten Leslie Mandoki, ein Geräusch zu komponieren. Das Fahrgeräusch ist an die Shepard-Skala angelehnt.

### Bedienung

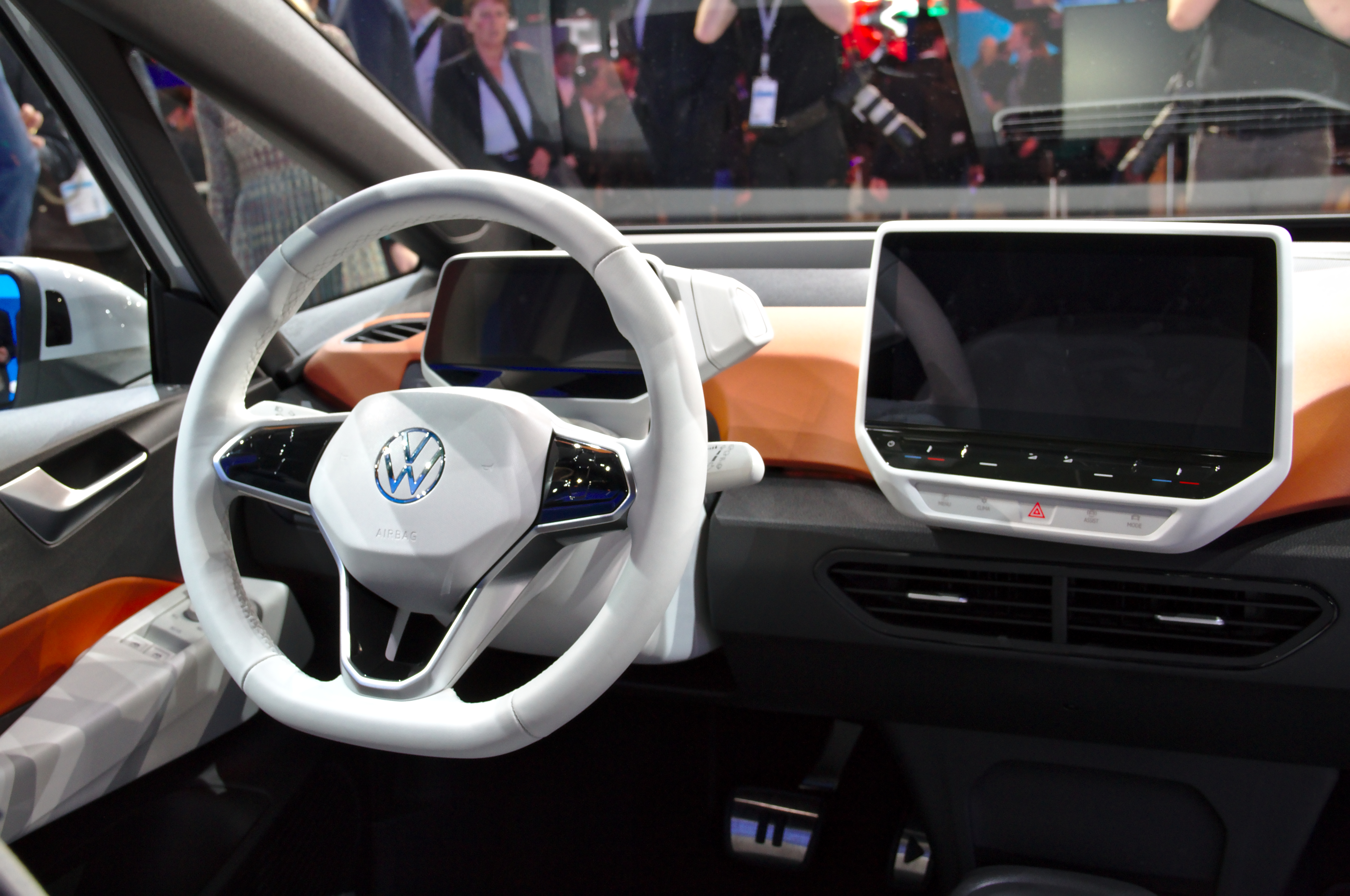
Innenansicht Ausstattung Safrano Orange/Electric White

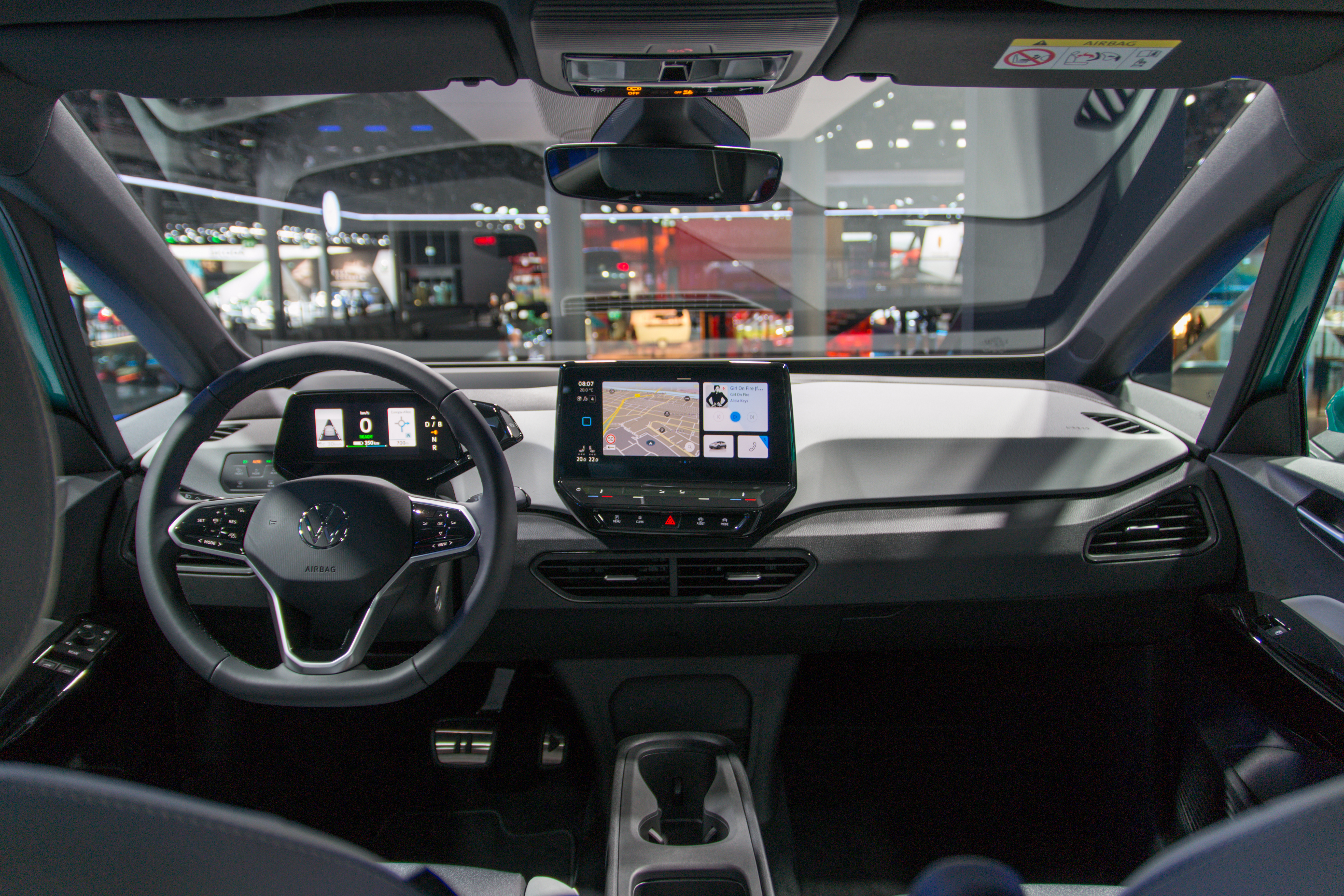
Innenraum

Das Armaturenbrett des VW ID.3 besteht aus einem Display hinter dem Lenkrad, das alle wichtigen Informationen für den Fahrer (vom Tacho über Akku-Stand bis hin zu Navigations-Hinweisen) bereithält. Alle Bedienelemente – auch jene im Lenkrad – werden über Touch-Funktionen mit berührungssensitiven Tasten gesteuert. Lediglich für die Fensterheber und die Rückspiegelverstellung setzt VW noch auf haptische Schalter. Diese neuartige Art der Bedienung wird zum Teil als „unpräzise“ kritisiert. In der Mitte des Cockpits befindet sich ein 10-Zoll-Touch-Display. Es bietet Zugriff auf alle wichtigen Infotainment-Funktionen von Musikwiedergabe über Navigation bis hin zur Klimaanlage. Optional wird ein Head-up-Display angeboten.
Zusätzlich lässt sich der VW ID.3 über Sprachsteuerung bedienen. Er hört dabei auf das Aktivierungswort „Hallo ID“.

### Fahrwerk und Bremsanlage

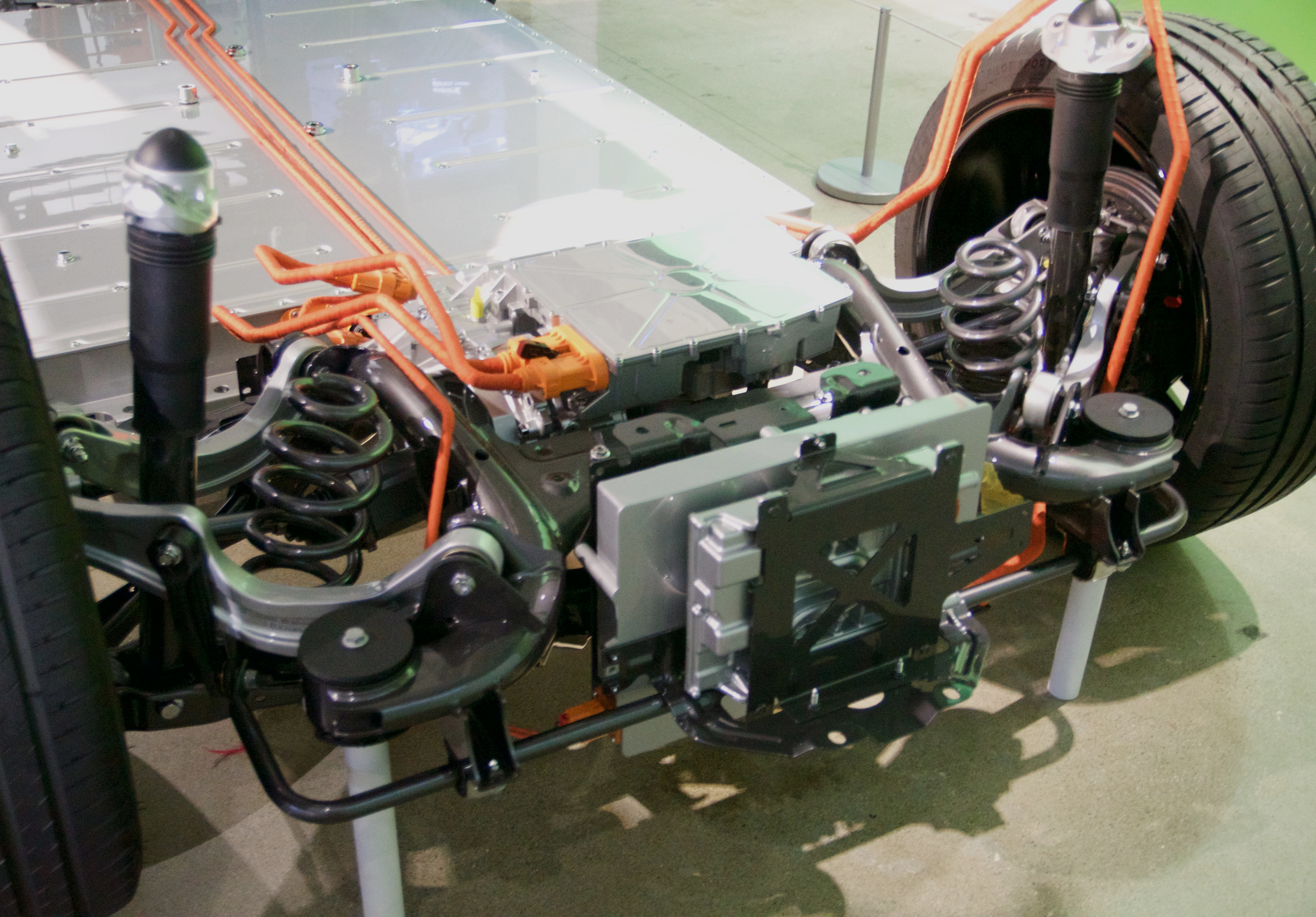
Hinterachse des ID.3, dahinter sind die Batterien zu sehen

Die vorderen Räder des Fahrzeugs sind an MacPherson-Federbeinen aufgehängt, hinten hat der ID.3 eine Mehrlenkerachse. Der ID.3 hat serienmäßig an der Vorderachse innenbelüftete Scheibenbremsen und an der Hinterachse Trommelbremsen. Die Trommelbremsen sollen das bei Elektroautos häufig vorkommende frühzeitige Rosten der Bremsscheiben verhindern.
Praxistests haben eine maximale Bremsverzögerung von rund 11 m⁄s² ≈ 1,1 g ergeben, was in puncto Bremsweg auf keinen Nachteil durch die Trommelbremsen hinten im Vergleich zu Scheibenbremsen hindeutet.
Die maximale rekuperative Verzögerung liegt bei 0,3 g, also rund 2,9 m⁄s², was einer Rekuperationsleistung von gut 100 kW entspricht.

### Antriebsbatterie und Reichweite
Die Antriebsbatterie ist ein Lithium-Ionen-Akkumulator mit NMC-Zellchemie.
Der ID.3 ist in drei unterschiedlichen Batteriegrößen (hinsichtlich des Energieinhalts) bestellbar:
| Batterie | Bezeich- nung | Energieinhalt | Energieinhalt | Gewicht | Reichweite | Reichweite          | Verbrauch (kWh⁄100 km) | Verbrauch (kWh⁄100 km) | Verbrauch (kWh⁄100 km) |
| Batterie | Bezeich- nung | brutto        | netto         | Gewicht | WLTP       | praxisnah geschätzt | WLTP                   | NEFZ                   | WLTP ohne Ladeverluste |
| -------- | ------------- | ------------- | ------------- | ------- | ---------- | ------------------- | ---------------------- | ---------------------- | ---------------------- |
| klein    | Pure          | 55 kWh        | 45 kWh        | 310 kg  | 348–351 km | 230–330 km          | 15,4–16,9              | 15,4–14,5              | 13,6–19,6              |
| mittel   | Pro           | 62 kWh        | 58 kWh        | 385 kg  | 416–426 km | 300–420 km          | 15,4–16,9              | 15,4–14,5              | 13,8–19,3              |
| groß     | Pro S         | 82 kWh        | 77 kWh        | 514 kg  | 542–549 km | 390–550 km          | 15,4–16,9              | 15,4–14,5              | 14,0–19,7              |

Die verschiedenen Varianten unterscheiden sich in der Anzahl der Batteriemodule. Die Batterie kann über einen Wasser-Glykol-Kreislauf aktiv gekühlt und beheizt werden.
Volkswagen gibt dem Neuwagenkäufer auf die Antriebsbatterie eine Garantie von acht Jahren beziehungsweise 160.000 Kilometern, dass die nutzbare Kapazität der Batterie 70 % nicht unterschreitet. Sollte der Garantiefall eintreten, so hat der Garantienehmer keinen Anspruch auf eine neue Batterie. Vielmehr verpflichtet sich VW nur dazu, die bestehende Batterie wieder soweit herzurichten, dass sie den Garantiebestimmungen entspricht. Bei Verkauf des Fahrzeugs tritt der Neuerwerber (Gebrauchtwagenkäufer) an die Stelle des bisherigen Garantienehmers. Die Garantiebestimmungen sehen vor, dass die Feststellung einer Fehlfunktion oder Leistungsminderung der Batterie ausschließlich bei einem Volkswagen-Servicepartner möglich ist. Die Feststellung eines Batteriedefekts von unabhängiger Seite wird von VW nicht akzeptiert. Ebenso kann im Garantiefall der Erfolg einer Reparatur der Batterie nur von einem VW-Servicepartner festgestellt werden.
Der Strömungswiderstandskoeffizient cw des ID.3 wird mit 0,267 angegeben. Die Stirnfläche beträgt in etwa 2,3 m².
Das höhere Gewicht des großen 77-kWh-Akkus bringt einige Einschränkungen bei der Ausstattung der Fahrzeuge mit sich: Wegen des zulässigen Gesamtgewichts gab es bis März 2021 nur vier Sitzplätze. Seitdem gibt es mit dem „Pro S (5-Sitzer)“ auch eine Variante mit fünf Sitzen. Bei 77-kWh-Akku kann das Fahrzeug weder mit Panoramadach noch mit Fahrradträgerkupplung bestellt werden.
Bei einem geparkten ID.3 kann – infolge von Selbstentladung und Standby-Verbrauch – davon ausgegangen werden, dass der Ladezustand (bzw. der Energieinhalt) größenordnungsmäßig um rund 1–2 % pro Monat sinkt (Energie-„Verlust“), wobei die individuellen Verluste davon auch abweichen können und von Randbedingungen wie Ladezustand und Temperatur der Batterie abhängen. Pessimistisches Praxisbeispiel zur Abschätzung der (maximalen) Verluste: Ist die 77-kWh-Batterie beispielsweise zu 80 % geladen, dann gehen demnach in einem Monat circa 0,6–1,2 kWh verloren, was bei einem angenommenen (Lade-)Strompreis von 0,35 €/kWh ungefähr 20–40 Cent ausmacht, einer durchschnittlichen Entladeleistung von rund 0,8–1,7 W entspricht und bei einem angenommenen durchschnittlichen Verbrauch von 15 kWh⁄100 km inklusive angenommenen Ladeverlusten von 10 % einen Reichweitenverlust von grob 4–9 km bedeutet.
Eine neue Version des Lithium-Ionen-Akkumulator mit einem Energieinhalt von 79 kWh netto wird beim GTX verbaut.

### Ladefähigkeit
Der ID.3 kann mit dem eingebauten Ladegerät an einem Drehstromanschluss mit einer Ladeleistung von bis zu 11 kW (230 V, 16 A dreiphasig) geladen werden (mittlere und große Batterie), typischerweise an einer Wallbox. Bei der kleinen Batterie ist die Ladeleistung an einem Drehstromanschluss auf 7,2 kW beschränkt (16 A zweiphasig; Nutzung von nur zwei der drei Phasen eines Drehstromanschlusses). An einer Wallbox kommt ein (mitgeliefertes) Kabel zum Einsatz, das an beiden Enden einen Typ-2-Stecker besitzt.
Für das Laden an einer Haushaltssteckdose (Schuko, einphasig, mit 16 A abgesichert) liefert der Hersteller eine externe In-Kabel-Kontrollbox (teilweise als „Notladekabel“ und umgangssprachlich als „Ladeziegel“ bezeichnet), die einen Ladestrom von maximal 10 A erlaubt; damit lässt sich mit maximal 2,3 kW Ladeleistung laden. Bei dieser Art der Verbindung zwischen Fahrzeug und Stromquelle ist auf der Fahrzeugseite des Kabels ein Typ-2-Stecker montiert.
Über den serienmäßig eingebauten CCS-Anschluss ist das Gleichstrom-Schnellladen möglich. Den Strom liefern Ladesäulen, die mit dickem Kabel und CCS-Stecker ausgestattet sind. Die maximale Ladeleistung hängt von der Ladestation und von der Kapazität der Antriebsbatterie ab. Bei Fahrzeugen mit mittlerer Akkugröße betrug die maximale Ladeleistung anfangs 100 kW, die ab Mitte 2021 auf 120 kW (135 kW ab Werksauslieferung mit Software 2.3) gesteigert wurden; beim großen Akku sind maximal 135 kW Ladeleistung möglich. Beim kleinen 45-kWh-Akku ist die maximale Ladeleistung serienmäßig auf 50 kW beschränkt; gegen Aufpreis waren 100 kW möglich, ab Mai 2021 gesteigert auf 110 kW.
Ab dem Facelift beträgt die maximale Ladeleistung für den 77-kWh-Akku 170 kW.

### Software
Der ID.3 ist das erste Fahrzeug von VW, welches das neue Fahrzeugbetriebssystem vw.os nutzt. Es steuert die Prozessoren, die VW als Komponenten seiner End-to-End-Elektronik-Architektur – abgekürzt „E3“ – konzipierte. Die „E3“-Architektur entstand als Teil der MEB-Plattform. Sie ermöglicht über den Lebenszyklus der Fahrzeuge Updates und Upgrades der Systeme via der „Automotive Cloud“ von VW.
Bei den meisten der Fahrzeuge, die 2020 ausgeliefert wurden, war die Software nicht vollständig fertiggestellt. VW entschädigte die Abnehmer dieser Fahrzeuge dafür, dass sie nach Fertigstellung der Software zu einer Softwareaktualisierung in die Werkstatt fahren müssen.
Ab Juli 2021 wird die Software der ID.3 per Over-the-Air-Updates und damit über das Mobilfunknetz aktualisiert. Es war ursprünglich geplant, eine Aktualisierung im Abstand von 12 Wochen durchzuführen.

### Wärmepumpe
Je nach Land und Ausstattungsvariante wird der ID.3 mit einer Wärmepumpe zur Fahrzeugklimatisierung geliefert. Damit verbunden ist die Verwendung des Kältemittels Kohlenstoffdioxid für die Klimaanlage, das bereits 2010 vom Umweltbundesamt für Pkw empfohlen wurde.
Durch die Wärmepumpe sollen pro Stunde 3–4 kWh an Energie für die Heizleistung eingespart werden. Die Wärmepumpe wirke auch bei Minusgraden, wo die Reichweite aufgrund der Akkuchemie gegenüber der Normreichweite (bei 20 °C) deutlich reduziert ist. Daher sollen sich durch die Wärmepumpe bei Minustemperaturen hohe prozentuale Reichweitengewinne ergeben; sie wurden von VW in Verkaufsunterlagen mit 20–30 % beziffert. Die 2020 ausgelieferten VW ID.3 erfüllten diese Erwartungen nicht, was zunächst auf die noch unvollständige Software zurückgeführt wurde. Im Juni 2021 räumte VW ein, dass weniger als die kommunizierte Reichweitenverbesserung erreicht werde und senkte den Preis für dieses Extra. Die Preisdifferenz wird auch den rund 56.000 Kunden gutgeschrieben, welche die Ausstattung gekauft hatten.

## Technische Daten
|                                              | Pure Performance                           | Pure                                       | Pro                                        | Pro                                        | Pro                                        | Pro Performance                            | Pro S                                      | Pro S                                      | Pro S                                      | GTX                                        | GTX Performance                            |
| -------------------------------------------- | ------------------------------------------ | ------------------------------------------ | ------------------------------------------ | ------------------------------------------ | ------------------------------------------ | ------------------------------------------ | ------------------------------------------ | ------------------------------------------ | ------------------------------------------ | ------------------------------------------ | ------------------------------------------ |
| Bauzeitraum                                  | 01/2021–08/2021                            | seit 05/2024                               | 11/2020–01/2022                            | 01/2023–05/2024                            | seit 05/2024                               | 11/2019–12/2022                            | 07/2020–12/2022                            | 01/2023–05/2024                            | seit 05/2024                               | seit 05/2024                               | seit 08/2024                               |
| Motorkenndaten                               |                                            |                                            |                                            |                                            |                                            |                                            |                                            |                                            |                                            |                                            |                                            |
| Motorart                                     | 1× Dreiphasenwechselstrom-Elektromaschine  | 1× Dreiphasenwechselstrom-Elektromaschine  | 1× Dreiphasenwechselstrom-Elektromaschine  | 1× Dreiphasenwechselstrom-Elektromaschine  | 1× Dreiphasenwechselstrom-Elektromaschine  | 1× Dreiphasenwechselstrom-Elektromaschine  | 1× Dreiphasenwechselstrom-Elektromaschine  | 1× Dreiphasenwechselstrom-Elektromaschine  | 1× Dreiphasenwechselstrom-Elektromaschine  | 1× Dreiphasenwechselstrom-Elektromaschine  | 1× Dreiphasenwechselstrom-Elektromaschine  |
| Motorbauart                                  | 1× permanentmagneterregte Synchronmaschine | 1× permanentmagneterregte Synchronmaschine | 1× permanentmagneterregte Synchronmaschine | 1× permanentmagneterregte Synchronmaschine | 1× permanentmagneterregte Synchronmaschine | 1× permanentmagneterregte Synchronmaschine | 1× permanentmagneterregte Synchronmaschine | 1× permanentmagneterregte Synchronmaschine | 1× permanentmagneterregte Synchronmaschine | 1× permanentmagneterregte Synchronmaschine | 1× permanentmagneterregte Synchronmaschine |
| Motor                                        | APP310                                     | APP310                                     | APP310                                     | APP310                                     | APP310                                     | APP310                                     | APP310                                     | APP310                                     | APP310                                     | APP550                                     | APP550                                     |
| Dauerleistung, Hinterachse                   | 70 kW (95 PS)                              | 70 kW (95 PS)                              | 70 kW (95 PS)                              | 70 kW (95 PS)                              | 70 kW (95 PS)                              | 70 kW (95 PS)                              | 70 kW (95 PS)                              | 70 kW (95 PS)                              | 70 kW (95 PS)                              | 89 kW (121 PS)                             | 89 kW (121 PS)                             |
| Leistung, Hinterachse, Peak                  | 110 kW (150 PS)                            | 125 kW (170 PS)                            | 107 kW (145 PS)                            | 150 kW (204 PS)                            | 150 kW (204 PS)                            | 150 kW (204 PS)                            | 150 kW (204 PS)                            | 150 kW (204 PS)                            | 170 kW (231 PS)                            | 210 kW (286 PS)                            | 240 kW (326 PS)                            |
| Drehmoment, Hinterachse, Peak                | 275 Nm                                     | 310 Nm                                     | 275 Nm                                     | 310 Nm                                     | 275 Nm                                     | 310 Nm                                     | 310 Nm                                     | 310 Nm                                     | 310 Nm                                     | 545 Nm                                     | 545 Nm                                     |
| Kraftübertragung                             |                                            |                                            |                                            |                                            |                                            |                                            |                                            |                                            |                                            |                                            |                                            |
| Antriebsart                                  | Heckantrieb                                | Heckantrieb                                | Heckantrieb                                | Heckantrieb                                | Heckantrieb                                | Heckantrieb                                | Heckantrieb                                | Heckantrieb                                | Heckantrieb                                | Heckantrieb                                | Heckantrieb                                |
| Getriebe                                     | zweistufig übersetztes Eingang-Getriebe    | zweistufig übersetztes Eingang-Getriebe    | zweistufig übersetztes Eingang-Getriebe    | zweistufig übersetztes Eingang-Getriebe    | zweistufig übersetztes Eingang-Getriebe    | zweistufig übersetztes Eingang-Getriebe    | zweistufig übersetztes Eingang-Getriebe    | zweistufig übersetztes Eingang-Getriebe    | zweistufig übersetztes Eingang-Getriebe    | zweistufig übersetztes Eingang-Getriebe    | zweistufig übersetztes Eingang-Getriebe    |
| Antriebsbatterie                             |                                            |                                            |                                            |                                            |                                            |                                            |                                            |                                            |                                            |                                            |                                            |
| Zellchemie                                   | NMC-Akkumulator                            | NMC-Akkumulator                            | NMC-Akkumulator                            | NMC-Akkumulator                            | NMC-Akkumulator                            | NMC-Akkumulator                            | NMC-Akkumulator                            | NMC-Akkumulator                            | NMC-Akkumulator                            | NMC-Akkumulator                            | NMC-Akkumulator                            |
| Energieinhalt, brutto / netto                | 55 kWh / 45 kWh                            | 55 kWh / 52 kWh                            | 62 kWh / 58 kWh                            | 62 kWh / 58 kWh                            | 63 kWh / 59 kWh                            | 62 kWh / 58 kWh                            | 82 kWh / 77 kWh                            | 82 kWh / 77 kWh                            | 82 kWh / 77 kWh                            | 86 kWh / 79 kWh                            | 86 kWh / 79 kWh                            |
| Messwerte                                    |                                            |                                            |                                            |                                            |                                            |                                            |                                            |                                            |                                            |                                            |                                            |
| Beschleunigung, 0–100 km/h                   | 8,9 s                                      | 8,2 s                                      | 9,6 s                                      | 7,4 s                                      | 7,6 s                                      | 7,3 s                                      | 7,9 s                                      | 7,9 s                                      | 7,1 s                                      | 5,9 s                                      | 5,7 s                                      |
| Höchstgeschwindigkeit                        | 160 km/h                                   | 160 km/h                                   | 160 km/h                                   | 160 km/h                                   | 160 km/h                                   | 160 km/h                                   | 160 km/h                                   | 160 km/h                                   | 160 km/h                                   | 180 km/h                                   | 200 km/h                                   |
| Verbrauch auf 100 km (nach WLTP, kombiniert) | 15,0 kWh                                   | 15,2 kWh                                   | 15,4 kWh                                   | 15,2 kWh                                   | 15,3 kWh                                   | 15,4 kWh                                   | 15,8 kWh                                   | 15,3 kWh                                   | 15,6 kWh                                   | 14,5 kWh                                   | 14,7 kWh                                   |
| Reichweite nach WLTP                         | 352 km                                     | 388 km                                     | 426 km                                     | 429 km                                     | 434 km                                     | 426 km                                     | 553 km                                     | 559 km                                     | 557 km                                     | 604 km                                     | 601 km                                     |
| max. DC Ladeleistung                         | 50 kW                                      | 145 kW                                     | 124 kW                                     | 124 kW                                     | 165 kW                                     | 124 kW                                     | 120 kW                                     | 120 kW                                     | 175 kW                                     | 185 kW                                     | 185 kW                                     |
| DC Ladedauer (10–80 % SoC)                   | 44 min                                     | 26 min                                     | 31 min                                     | 31 min                                     | 24 min                                     | 31 min                                     | 30 min                                     | 28 min                                     | 28 min                                     | 26 min                                     | 26 min                                     |
| cw-Wert                                      | 0,27                                       | 0,27                                       | 0,27                                       | 0,27                                       | 0,27                                       | 0,27                                       | 0,27                                       | 0,27                                       | 0,27                                       |                                            |                                            |
| Stirnfläche                                  | 2,3 m²                                     | 2,3 m²                                     | 2,3 m²                                     | 2,3 m²                                     | 2,3 m²                                     | 2,3 m²                                     | 2,3 m²                                     | 2,3 m²                                     | 2,3 m²                                     |                                            |                                            |
| Leergewicht mit Fahrer                       | 1772 kg                                    | 1787 kg                                    | 1805 kg                                    | 1815 kg                                    | 1815 kg                                    | 1805 kg                                    | 1934 kg                                    | 1933 kg                                    | 1962 kg                                    | 1985 kg                                    | 2000 kg                                    |
| zulässiges Gesamtgewicht                     | 2240 kg                                    | 2260 kg                                    | 2270 kg                                    | 2270 kg                                    | 2280 kg                                    | 2270 kg                                    | 2280 kg                                    | 2280 kg                                    | 2420 kg                                    | 2430 kg                                    | 2430 kg                                    |
| Wendekreis                                   | 10,2 m                                     | 10,3 m                                     | 10,2 m                                     | 10,3 m                                     |                                            | 10,2 m                                     | 10,2 m                                     | 10,3 m                                     | 10,3 m                                     | 10,5 m                                     | 10,5 m                                     |

Quelle:

## Schwestermodelle

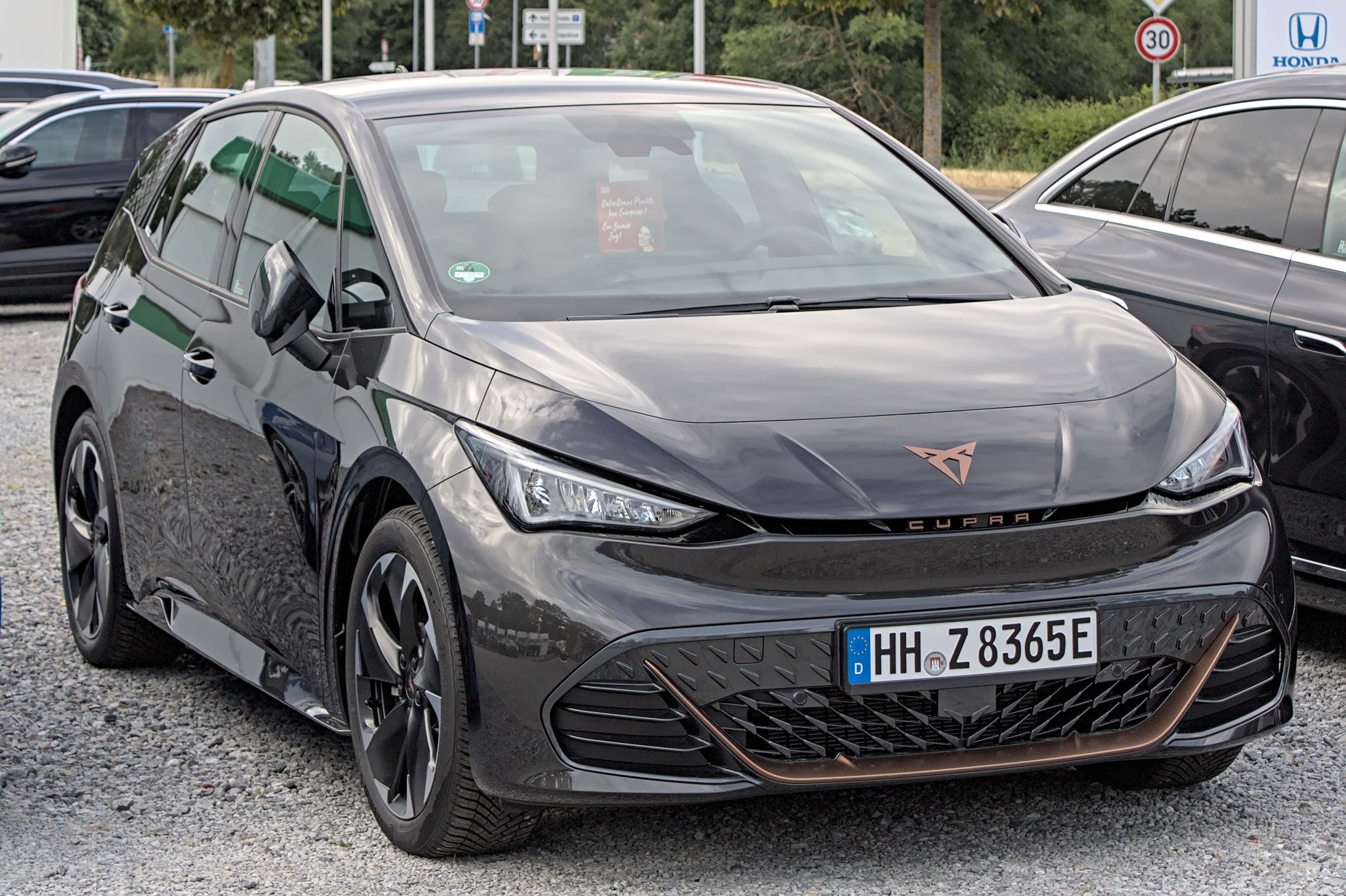
Cupra Born

Der Cupra Born ist das Schwestermodell des VW ID.3. Er wird ebenfalls im Werk Zwickau in Sachsen, jedoch mit einer zeitlichen Verzögerung gegenüber dem Produktionsstart des ID.3, seit September 2021 gebaut. Ein Konzeptfahrzeug wurde im März 2019 auf dem Genfer Auto-Salon vorgestellt, damals noch unter der Marke Seat als „el-Born“.

## Umweltaspekte
Für den Betrieb des Fahrzeugs wies VW auf die Bedeutung der Verwendung von Ökostrom hin und war auch an der Gründung des Ionity-Schnelladenetzes beteiligt, das mit zertifiziertem Ökostrom arbeitet.

### Produktion
Laut Angaben von Volkswagen entstehen bei der Herstellung eines ID.3 etwa 50 Prozent mehr klimaschädliche Emissionen als bei der Herstellung eines vergleichbaren Autos mit Verbrennungsmotor. 43 % dieser Emissionen entstehen bei der Herstellung der Antriebsbatterien; wenn sie mit Ökostrom hergestellt werden, sinkt dieser Prozentsatz erheblich. Volkswagen kauft die Antriebsbatterien bei LG Chem und hat LG Chem verpflichtet, bei deren Herstellung ausschließlich zertifizierten Ökostrom zu verwenden. Das Werk von LG Chem in Kobierzyce (nahe Breslau) in Polen liefert seit 2019 an VW.
Für die Produktion des ID.3 im Werk Zwickau wird zum Teil Ökostrom der VW-Tochtergesellschaft Volkswagen Kraftwerks GmbH und des eigenen Blockheizkraftwerks verwendet. Weitere Einsparungen wurden durch Prozessoptimierungen erreicht, zum Beispiel wurde in der Lackierung durch Anpassung der Abgastemperatur der Verbrauch von Erdgas reduziert.
Klimaschädliche Emissionen, die laut Volkswagen während der Produktion nicht vermieden werden können, werden durch Klimaschutzprojekte kompensiert, zum Beispiel mit Projekten zum Waldschutz und zur Wiederaufforstung in den Tropen. In diesem Punkt widersprach Greenpeace Ende September 2020 dem Hersteller.

### Recycling
Das Recycling von Li-Ionen Batterien ist bislang unvollständig gelöst. Allerdings nahm Volkswagen Ende Januar 2021 in Salzgitter eine Pilotanlage für das Recycling von Hochvolt-Batterien in Betrieb, die 3600 Batterien (1500 Tonnen) pro Jahr verarbeiten kann. Aktuell werden Batterien aus Test- und Unfallfahrzeugen verarbeitet. Die Anlage soll etwa 2030 hochgefahren werden und ist ausbaubar.

### Green NCAP
Im Februar 2021 wurde der ID.3 Pro mit 150 kW von Green NCAP getestet und erhielt fünf von fünf Sternen für die Umweltverträglichkeit. Eine Lebenszyklusanalyse steht dort auch zur Verfügung.

## Produktions- und Verkaufszahlen

### Produktionszahlen
Im Jahr 2019 wurden zwischen dem Produktionsstart im November 2019 und dem Jahresende lediglich 50 Fahrzeuge des ID.3-Typs in Zwickau produziert. Im ersten vollen Produktionsjahr 2020 stieg die Anzahl der produzierten Fahrzeuge dann auf 64.259. Aufgrund einer coronabedingten Werkschließung konnte das Ziel von 100.000 Fahrzeugen, das auch andere Modelle auf der MEB-Plattform einschloss, nicht erreicht werden. Im Jahr 2021 wurden ebenfalls aufgrund Halbleiter-Knappheit bedingter Produktionsausfälle nur 73.738 VW ID.3-Fahrzeuge hergestellt.
| Jahr                  | Stückzahl ID.3 | Stückzahl Cupra Born | Quelle |
| --------------------- | -------------- | -------------------- | ------ |
| 2019                  | 50             | -                    | [ 89 ] |
| 2020                  | 64.259         | -                    | [ 89 ] |
| 2021                  | 73.738         | 4.801                | [ 91 ] |
| 2022                  | 83.432         | 36.153               | [ 93 ] |
| 2023                  | 142.216        | 45.748               | [ 94 ] |
| Summe                 | 363.695        | 86.702               |        |
| Summe (beide Modelle) | 450.397        | 450.397              |        |

### Weltweite Verkaufszahlen
2023 wurde der VW ID.3 weltweit 140.800 mal verkauft.
|  |

|  |

|  |

|  |

|  |

|  |

|  |

|  |

|  |

|  |

|  |

|  |

|  |

|  |

|  |

|  |

|  |

|  |

|  |

|  |

|  |

|  |

|  |

|  |

|  |

|  |

|  |

|  |

|  |

|  |

|  |

|  |

|  |

|  |

|  |

|  |

|  |

|  |

|  |

|  |

|  |

|  |

|  |

|  |

|  |

|  |

|  |

|  |

|  |

|  |

|  |

|  |

|  |

|  |

|  |

|  |

|  |

|  |

|  |

|  |

|  |

|  |

|  |

|  |

|  | ID.3 (350.615) |

|  | ID.3 (350.615) |

### Europaweite Verkaufszahlen
Der ID.3 lag 2022 bei den Verkaufszahlen europaweit auf Platz 4 hinter dem Tesla Model Y, dem Dacia Spring und dem technisch eng verwandten VW ID.4.

### Zulassungszahlen in Deutschland
Seit dem Marktstart bis einschließlich Dezember 2024 sind in der Bundesrepublik Deutschland insgesamt 106.843 VW ID.3 neu zugelassen worden. Mit 26.693 Einheiten war 2021 das erfolgreichste Verkaufsjahr.
|  |

|  |

|  |

|  |

|  |

|  |

|  |

|  |

|  |

|  |

|  |

|  |

|  |

|  |

|  |

|  |

|  |

|  |

|  |

|  |

|  |

|  |

|  |

|  |

|  |

|  |

|  |

|  |

|  |

|  |

|  |

|  |

|  |

|  |

|  |

|  |

|  |

|  |

|  |

|  |

|  |

|  |

|  |

|  |

|  |

|  |

|  |

|  |

|  |

|  |

|  |

|  |

|  |

|  |

|  |

|  |

|  |

|  |

|  |

|  |

|  |

|  |

|  |

|  |

|  |

|  |

|  |

|  |

|  |

|  |

|  |

|  |

|  |

|  |

|  |

|  |

|  |

|  |

|  |

|  |

|  |

|  |

|  |

|  |

|  |

|  |

|  |

|  |

|  |

|  |

|  |

|  |

|  |

|  |

|  |

|  |

|  | Hinterradantrieb (121.466) |

|  | Hinterradantrieb (121.466) |